# Baccalaureus
Baccalaureus (afgekort: bc. (hbo) of bacc. (wo)) is een titel uit het hoger onderwijs die iemand verwerft na het behalen van het examen van een 3- of 4-jarige opleiding aan een hogeschool. Voorheen werd deze titel ook door de universiteiten verstrekt.
In Nederland is naar aanleiding van de oprichting van de Faculteit Katholieke Theologie (FKT) van de Universiteit van Tilburg wel mogelijk om de door de Rooms-Katholieke Kerk verstrekte titel voor het "baccalaureaat" te behalen. De FKT is een door de Heilige Stoel erkende theologische faculteit. Hierdoor heeft de FKT de bevoegdheid om kerkelijke graden in de sacra theologia te verlenen. Het gaat hierbij om het baccalaureaat, het licentiaat en het doctoraat. Alle studenten hebben de mogelijkheid om deze graden te behalen, boven op het reguliere BA- en MA-diploma. Om het baccalaureaat te behalen dienen de studenten een bepaald studietraject te volgen, waarvoor geen extra studieduur is vereist.

## Wo-baccalaureus
De titel van 'baccalaureus' was tot begin jaren tachtig ook een officiële titel bij bepaalde studierichtingen in het universitair onderwijs (wo). Soms kon men een vijfjarige studie verkort afsluiten na vier jaar (bijvoorbeeld bij economie of natuurkunde) en daarmee het baccalaureaatsexamen afleggen en bijbehorende titel verkrijgen. De titel baccalaureus (afgekort bacc.) kon vervolgens achter de naam geplaatst, bijvoorbeeld: Jan Jansen bacc. Het verstrekken van de titel in het wetenschappelijk onderwijs kwam te vervallen met de invoering van de wet op de tweefasestructuur (propedeuse-doctoraal-doctoraat) in 1981.

## Hbo-baccalaureus
Het betreft hier een titel die verkregen wordt na voltooiing van meestal een 4-jarige hbo-opleiding in onder meer de richtingen bestuurskunde, economie, juridische dienstverlening en de lerarenopleiding. De titel 'baccalaureus' (bc.) wordt vóór de naam geplaatst, bijvoorbeeld: bc. Jan Jansen. Hoewel deze titel nog steeds wettelijk is erkend en wordt verstrekt, gebruiken weinig mensen in de praktijk deze titel.
Afgestudeerden aan een technische hbo-opleiding voeren niet de algemene baccalaureustitel, maar een aparte titel ingenieur (afgekort: ing.) die ook nog wordt toegekend.

## Bachelor-masterstelsel
In het bachelor-masterstelsel mogen afgestudeerden aan het 4-jarig hbo ook in plaats van de titel bc. (of ing.) de graad Bachelor (B.) voeren, die (eventueel met afstudeerrichting) in hoofdletter achter de achternaam wordt geplaatst. De graden 'Bachelor of Arts' (BA) en 'Bachelor of Science' (BSc) zijn voorbehouden aan universitair afgestudeerden van de 3-jarige wo-bachelor-opleidingen (en komt daarbij dicht in de buurt van de vroegere universitaire kandidaats-examens na drie jaar, afgekort cand.).
Bachelor-masterstructuur